# Het Land van Ooit (Drunen)
Het Land van Ooit was een kinderthemapark in Drunen (gemeente Heusden) met een oppervlakte van 34 hectare. Het werd opgericht in 1989 door Marc Taminiau, die daarvoor directeur Exploitatie bij de Efteling was. De leiding was tot op het einde steeds in handen van verschillende leden van de familie Taminiau. Het park is meerdere malen in betalingsmoeilijkheden geraakt en sloot voorgoed op 21 november 2007.

## Het park
Het was een park rond een ridderthema waarbij veel nadruk lag op theater: er waren veel acteurs die in het park rondliepen en een personage speelden uit het verhaal, alles onder het motto kinderen zijn de baas. De 'Gouverneur' was de bestuurder, Graaf Wildebras van Ooit & Gravinne Rondalia van Ooit zijn de 'staatshoofden'. Hoewel er veel nadruk op theater lag, zag het park zich halverwege de jaren negentig door teruglopende bezoekersaantallen genoodzaakt om enkele "snelle attracties" aan het park toe te voegen om zo meer klandizie te trekken.
Het Land van Ooit sprak over zichzelf alsof het een echt land was, met inwoners (Ooiters), anderlanders (niet-Ooiters), grenzen, ridders en ridderinnen (de bezoekende kinderen) en hun lakeien (hun ouders). In het Land van Ooit werd ook een vreemde valuta gehanteerd, namelijk de OoitSent en bezoekers moesten een visum kopen aan de grens om binnen te mogen. Daarnaast gold er in het park een zogenaamde regel dat de kinderen de baas zijn, en niet hun ouders. De oprichting van de “staat” werd zelfs heel officieel (maar door middel van een advertentie) “geproclameerd” in de heuse Nederlandse Staatscourant.
Kenmerkend aan het park waren ook de vele bordjes langs de kant met humoristische, vaak rijmende opmerkingen over wat er te zien was (bijvoorbeeld een omgevallen boom). Een veel terugkomend dier in het thema van Het Land van Ooit is daarnaast de zwaan. De zwaan was in het park onder andere terug te vinden op richtingaanwijzers en poorten. Dit heeft alles te maken met het verhaal achter het park (zie 'verhaal').

### Attracties

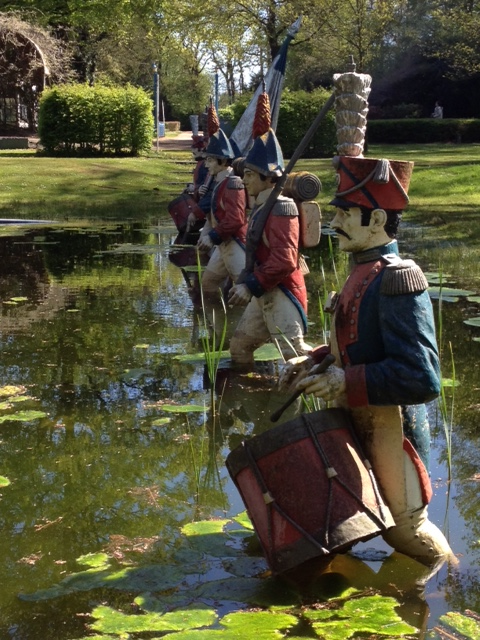
De soldaten van Napoleon die zijn betoverd in het voormalige Land van Ooit

- De Grens. Aan de grens werd je als bezoeker door Ooit-personages verwelkomd en ingewijd in het Land van Ooit. Ook leerde men hier aan iedereen de zogenoemde Ooitgroet. Het was belangrijk om deze te kennen, want deze was nodig om de Ooiters te kunnen begroeten. Het was ook belangrijk om hier een visum te kopen, anders mocht je niet over de grens.
- De Koningsael. In deze troonzaal verwelkomde De Gouverneur de Anderlanders in het Land van Ooit.
- Chakkar Arena. Deze arena vormde het belangrijkste punt van Het Land Van Ooit. Elke dag werd hier een riddertoernooi gereden tussen de rode, gele, blauwe en zwarte ridder. Hoewel het een showvorm had, werd het wedstrijdelement behouden en stond de uitslag van het toernooi nooit van tevoren vast. Elke ridder had een eigen tribune, zodat het publiek bij zijn/haar favoriet kon zitten.
- De Yurre, een binnenschip dat met zijn achterste in de grond zat gegraven. Dit schip is van de Zeeheer en Dekzwalker. Ze werden door een grote golf overspoeld en dwars door de wereld gevoerd tot ze in Het Land van Ooit uitkwamen. De boot stond dan ook met zijn neus in de lucht.
- De strijd bij Waterloo, een fontein met beelden van soldaten in uniformen van Napoleon die langzaam het water in verdwijnen. Het verhaal hierachter vertelt dat toen Napoleon met zijn leger door Het Land van Ooit wilde trekken de soldaten werden betoverd en veranderden in standbeelden.
- Het Roze Kasteel. Het legendarische kasteel van de Graaf en de Gravin van Ooit.
- Het Manegetheater, een manege waar toneelvoorstellingen op een paard werden gebracht.
- Het Nest van Rak de Reiger, de schuilplaats van de roofridder Rak de Reiger. Opgebouwd uit stellingen en diende ook als theaterplaats.
- Oram Doram Doridam, een mechanische animatronicshow waar de “De Geschiedenis van de Graaf en Gravin van Ooit” werd vertoond, verteld door de Luie Lakei.
- Sjiek de Frieks Trimpaleis: een cakewalk.
- Zwanendein: een meer met waterfietsen in zwanenvorm.
- Welterusten: een rustige rondrit in twee halve manen.
- Stalen Rossen Paradijs: een speeltuin speciaal afgestemd op rolstoelgebruikers
- Voelbeeldentuin: een tuin vol met beelden die men moet voelen, vooral bedoeld voor blinden en slechtzienden.
- Ooit Gedacht aan Waterkracht: een waterspeeltuin, met de hand aangedreven.
- De trein van de Luie Lakei: een trein met wagentje in de vorm van een bedienende lakei. Dit treintje wordt ook bestuurd door de Luie Lakei - die het liefst altijd slaapt - waardoor de trein niet zo vaak rijdt.
- Het Opslot: het huis van Rak de Reiger. Het is een groot doolhof van deuren, waarvan sommige 'op slot' zijn, en de andere open. Achter een open deur was een kamertje of een andere gang. In een kamertje probeerden ze je soms te laten schrikken, maar soms was het gewoon leeg. In ongeveer het midden van het huis was Raks schatkamer.

### Deelgebieden
Naast de bovenstaande locaties had Het Land van Ooit ook speciale thema-gebieden. Twee deelgebieden die duidelijk aan te wijzen waren in Het land van Ooit zijn:

### Reuzenland
In Reuzenland was alles veel groter dan normaal. Zo waren hier reusachtige tafels, stoelen en bedden te vinden. Ook stonden hier de reuzen Dan, Toen, Ooit en Nu. Alle attracties die hier stonden moesten allemaal op eigen spierkracht (reuzenkracht) worden voortbewogen. Zo was hier onder andere te vinden
- Kloontjes Springparadijs: een verzameling grote springkussens.
- Lekker Zoet: een rondrit met door handen aangedreven trapauto's in een taartpuntvorm.
- Warme Voetjes: een rondrit met trapauto's in pantoffelvorm.
- RamdeBok: een rondrit met trapauto's in een ramvorm.
- Wint Ooit Weer: een attractie waar men touw kan trekken tegen een reus.
- Reus Toen: een walk-through-attractie waar men door en over het bed met een slapende reus kan lopen.
- Tiereliere: een witte draaimolen onder een reusachtige stoel.
- Stalen Rossenparadijs: een speeltuin voor kinderen met een rolstoel.

### De Ruige Route
Dit gebiedsdeel bevatte heftigere attracties ten opzichte van de rest van het park. Het OpSlot werd pas in 2006 geopend.
- De Daverende Donderbal: een attractie waar men in een rollende bal kruipt. (gesloten in 2005, nooit afgebroken)
- De Durfslurf: een vijftien meter hoge Buisglijbaan
- De Laserburcht: een kasteel waar lasergame gespeeld wordt. Later werd deze burcht omgebouwd tot het OpSlot.
- Het OpSlot: een doolhof dat inspeelt op de sociaal-emotionele ontwikkelingen van het kind, en waar men ook via het internet aan deel kon nemen via een speciale website.

## Baron en Barones van Ooit
Sinds de oprichting van het Land van Ooit sloeg de Gouverneur van Ooit jaarlijks een bijzonder persoon tot Baron of Barones van Ooit. Deze titel werd uitgereikt aan een persoon die zich er zijn of haar hele leven voor heeft ingezet om kinderen gelukkig te maken. Deze eer is te beurt gevallen aan:
- Anna Domino 1: Herman van Veen,
- A.D. 2: Annemieke Hoogendijk,
- A.D. 3: Joost Prinsen,
- A.D. 4: Peter Jan Rens,
- A.D. 5: Urbanus,
- A.D. 6: Jan Pronk,
- A.D. 7: Olga Havlová,
- A.D. 8: Valeri Poljakov,
- A.D. 9: Dick Bruna,
- A.D.10: Monique van de Ven,
- A.D.11: Louis van Gaal,
- A.D.14: Wim Kok,
- A.D.15: Paul Geerts,
- A.D.16: Anky van Grunsven,
- A.D.18: Ali B,
- A.D.19: Marco Borsato.

Elke Baron of Barones mocht in Het Land van Ooit zijn of haar zetel onthullen. Dit was een kunstwerk dat was gebaseerd op een aspect van de persoon zelf. De zetel zelf was steeds zeer onhandig om in te zitten. Het idee hierachter was dat ze de Baronnen of Baronessen niet mochten laten zitten, maar dat ze actief moesten zijn.
A.D (Anna Domino) is de eigen jaartelling van het Land van Ooit. De jaartelling begon in 1989, wanneer het park voor het eerst zijn poorten opende.

## Riddergevechten
In het Land van Ooit werden van 1997 tot 1999 dagelijks riddergevechten gehouden tussen de witte, gele, rode, en de gemene zwarte ridder. Op vrijdag 18 juni 1999 heeft de gele ridder per ongeluk de zwarte ridder dodelijk toegetakeld; de acteur is in de nacht van zondag op maandag overleden.

## Ooiters

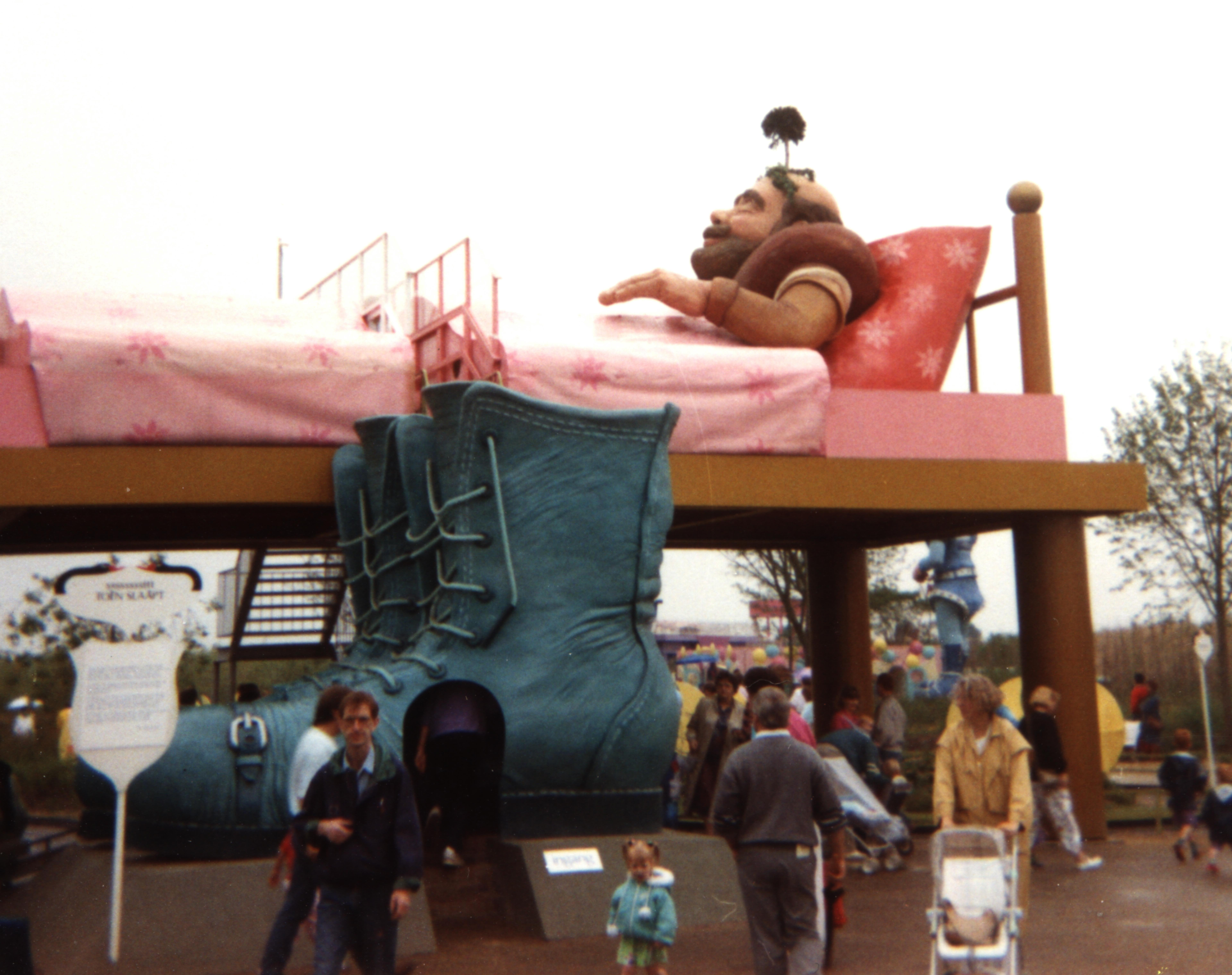
Reus Toen

Enkele Ooiters die men in het Land van Ooit tegen het lijf kon lopen:
- Kloontje het Reuzenkind
- Ridder Graniet-Sterker-Dan-Ik-Kan-Niet
- Het paard "Kos met de Snor"; in 1996 overleden, maar een standbeeld herinnerde daarna nog aan het dier
- De reuzen Dan, Toen, Ooit en Nu
- Sap de Aardwortel
- Dame Grandeur de Bourgeoisie
- Jean d'Orange
- Zeeheer
- Dekzwalkertje
- Jean-Pierre
- Pierre Bataille
- Arend (m) of Ara (v) de Chirurgijn
- Waterdrager
- Dirrigeertie Dirrigentie
- Luie Lakei
- Makei
- Ridderman Sterk
- Prinses Satijn
- Struik de Rover
- Pier
- De Gouverneur van het Land van Ooit
- Hertoginne van de Hoogmoed
- Glendoria de Reiger
- Rak de Reiger
- Stor de Bostor
- Dovlov (geen Ooiter, maar een Anderlandse Gast op zoek naar zijn zus, Dovlova)
- Dovlova
- Coiffurieuse
- Page Polle
- Grootoor-de-Gore-met-Haar-uit-zijn-Ore
- Florie van de Vergane Glorie
- Confuso
- Het Grafelijk Muziekensemble Baroccocco
- De Heer van Hier tot Tierelier (Baroccocco)
- Jonkvrouwe Tuit aan Fluit (Baroccocco)
- De Jonkheer van de Klare Snaren (Baroccocco)
- Heer Zeer Zuiver en Luid (Baroccocco)
- De Dame van de Ranke Klanken (Baroccocco)
- De Jonkheer van de Schoone Toonen (Baroccocco)
- De Gouden Vogel
- Stapper
- Tak
- Flanella Flaneer
- De Freule van de Strakke Teugel
- Ziza Zonnebloem
- Ridder Treiter

Wanneer je Ooiters tegenkwam in het park moest men die groeten. Men groette elkaar echter niet door een hand te geven maar door een zogenoemde 'Ooit-groet' te brengen. Deze 'Ooit-groet' werd je daarom aangeleerd zodra je bij het Land van Ooit aangekomen was.

## Het Land van Sint
In 2006 gingen de Ooiters eind november tot begin december met vakantie en kwamen Sint Nicolaas en zijn Zwarte Pieten logeren in het Land van Ooit. Het land werd tijdelijk omgedoopt tot het Land van Sint.

## Merchandise
In de hoogtijdagen van Het Land van Ooit werd er veel geïnvesteerd in de merchandise. Dit leverde onder andere een stripreeks over Kloontje het Reuzenkind op, die zowel in verschillende bladen te lezen was en als album werd verkocht. Ook gingen de Ooit-voorstellingen naar theaters buiten het park, zoals schouwburgen. Het Ooit-personage Kloontje had een eigen televisieprogramma op SBS6 (Kinderen zijn de Baas), dat later werd verplaatst naar Kindernet 5.

## Faillissement
In 2007 werd Het Land van Ooit failliet verklaard. Het Land van Ooit ging in 2006 al eens eerder over de kop. Na een doorstart bleef het aantal bezoekers tegenvallen. Als oorzaken worden hoge opstartkosten en het slechte weer genoemd (vrijwel alle attracties stonden buiten). Ook de negatieve publiciteit over de Belgische versie Ooit Tongeren zou er voor gezorgd hebben dat het park de poorten moest sluiten. Belangrijkste reden voor het faillissement was volgens de directie de tegenvallende bezoekcijfers. In maart 2008 vond de executieverkoop plaats van de roerende bezittingen.
De gemeente Heusden kocht de grond en de opstallen. De gemeente draagt zorg voor het natuurgebied en kasteel. In 2009 heeft de gemeente Heusden de naam van het park veranderd in Poort van Heusden. In het najaar van 2015 zijn de restanten van de troonzaal en overige restanten met de grond gelijk gemaakt. Het park werd als wandelgebied voor iedereen opengesteld. In 2019 werd het enige resterende gebouw van het vroegere Land van Ooit, het Roze Kasteel, in de steigers gezet voor een renovatie. Hierbij zouden de roze kleuren plaatsmaken voor kleuren die overeenkomen met het oorspronkelijke kleurenschema uit 1875.